# Vist

Un vist, també anomenat marca de verificació, marca de comprovació, senyal de confirmació o fet, és una marca (✓, ✔, ☑, etc.) usada per indicar el concepte de "sí", per exemple, "sí; ha estat verificat" o "sí; és la resposta correcta". És l'oposat a la creu, tot i que la creu també pot ser positiva (como en els vots en paper). Als Estats Units i alguns països europeus com Finlàndia i Suècia, el vist pot ser utilitzat com una marca d'error i, per tant, indicar "no" en lloc de "sí".

## Història
Contribuïdors del diari anglès The Guardian suggereixen que data de l'antiga Roma. Quan usaven llistes de verificació, marcaven els elements ja revisats amb una V, que representava la paraula llatina veritas (veritat). El problema d'aquesta premissa és que els contribuïdors no presenten gaire evidència per corroborar-la.
Una altra font suggereix que ve de l'ús de la ploma estilogràfica, la qual no sempre començava a injectar tinta sense un traç inicial. El traç inicial descendent de la punta de la ploma era suficient per fer que la tinta comencés a fluir i la tinta estava llesta per al traç ascendent.

## Vist en Unicode
Unicode proveeix diversos símbols relacionats, incloent-hi:
| Símbol | Codi Unicode (Hex) |
| ------ | ------------------ |
| ✓      | U+2713             |
| ✔      | U+2714             |
| ☐      | U+2610             |
| ☑      | U+2611             |